# روزنامه‌نگاران بازداشت‌شده خیزش ۱۴۰۱ ایران
روزنامه‌نگاران بازداشت‌شده اعتراضات ۱۴۰۱ ایران به روزنامه‌نگاران رسانه‌های اینترنتی و مطبوعاتی که در پی خیزش ۱۴۰۱ ایران بازداشت شدند اشاره دارد.
اکبر منتجبی ، رئیس هیات مدیره انجمن صنفی روزنامه‌نگاران استان تهران خبر داده بود که «تقریبا 100 روزنامه‌نگار در سراسر کشور بازداشت شدند و همچنان هم برخی از دوستان ما در بازداشت به سر می‌برند.» همچنین بر اساس اعلام کمیته پیگیری وضعیت روزنامه‌نگاران بازداشتی، هنوز وضعیت ۱۱ روزنامه‌نگار مشخص نیست. نیلوفر حامدی، الهه محمدی، نازیلا معروفیان، کامیار فکور، احمدی حلبی‌ساز و مارال دادآفرین در زندان هستند و مابقی در انتظار دادگاه و صدور حکم. همچنین کمیته در طول بیش از ۱۰ ماه گذشته از بازداشت یا احضار بیش از ۹۰ خبرنگار، گزارشگر و عکاس خبری) در ایران بازداشت شده‌اند. برخی از آن‌ها به‌طور موقت و با قرار وثیقه آزاد شده‌اند. منتجبی همچنین خبرداده بود:«در آخرین جلسه‌ای که انجمن صنفی روزنامه‌نگاران درباره الهه محمدی و نیلوفر حامدی با یکی از بزرگان داشت، دوباره خواستار رفع و رجوع این مسئله شدیم، کما‌اینکه مدتی قبل نیز انجمن صنفی نامه‌ای به رهبری نوشت و تقاضا کردیم که این دو خبرنگار را نیز مشمول عفوی کنند که به‌واسطه آن 80،‌ 90 هزار نفر آزاد شدند».

## برخی بازداشت‌شدگان
- فدراسیون بین‌المللی روزنامه‌نگاران و سازمان گزارشگران بدون مرز، از دستگیری ۱۹ روزنامه‌نگار خبر دادند.[۲۵] ویدا ربانی، علیرضا خوشبخت، روح‌الله نخعی، ایمان به‌پسند، فاطمه رجبی،[۲۶] احمد حلبی‌ساز، علیرضا جباری دارستانی، فرشید قربانپور، نوید جمشیدی در تهران، مسعود کردپور مسئول آژانس خبری کردپا در ارومیه، مهرنوش طافیان در اهواز، جبار دست‌باز در دیواندره، مرضیه طلایی و علی خطیب‌زاده در سقز، سمیرا علی‌نژاد و بتول بلالی در سیرجان و مجتبی رحیمی[۲۶] در قزوین به دست نهادهای امنیتی بازداشت شدند.[۲۷]
- کانون حقوق بشر ایران در ۶ مهر ۱۴۰۱ از بازداشت دست‌کم ۲۰ خبرنگار خبر داد.[۲۸][۲۹][۳۰][۳۱]
- مرضیه امیری، خبرنگار روزنامه شرق، دوشنبه ۹ آبان بازداشت و به زندان اوین منتقل شد.[۳۲]
- مهدی بیک، روزنامه‌نگار و دبیر سرویس سیاسی روزنامه اعتماد در شامگاه پنجشنبه ۱۵ دی بازداشت شد. به گفته همسر او، مأموران امنیتی موبایل، لپ‌تاپ و وسایل مهدی بیک را در جریان بازداشتش ضبط کرده‌اند.[۳۳]
- احسان پیربرناش، روزنامه‌نگار ورزشی و طنزنویس در ۶ آبان بازداشت می‌شود. دادگاه انقلاب ساری او را به ۱۸ سال زندان محکوم می‌کند.[۳۴]
- زیبا امیدی فر، روزنامه‌نگار و خبرنگار کردپرس در قروه کردستان روز ۱۶ آذرماه توسط اطلاعات سپاه بازداشت شد. این خبرنگار در حین بازجویی مورد شکنجه قرار گرفته بر اثر شدت شکنجه به بیمارستان منتقل شد.[۳۵]
- آریا جعفری، قایقران و نیز عکاس مطبوعاتی با سابقه، بنا بر گزارش انجمن صنفی عکاسان مطبوعاتی ایران در ۳ مهرماه توسط نیروهای امنیتی در منزل شخصی‌اش بازداشت شد.[۳۶] از دلیل بازداشت و مکان نگهداری وی اطلاع دقیقی در دسترس نیست.[۳۷]
- نیلوفر حامدی، روزنامه‌نگار روزنامه شرق، پنجشنبه ۳۱ شهریور ماه با هجوم مأموران امنیتی به خانه‌اش بازداشت و موبایل و لپ‌تاپ او و همسرش ضبط شد. مأموران خانه آن‌ها را نیز تفتیش کردند.[۳۸][۳۹]
- سعیده شفیعی روزنامه‌نگار و رمان‌نویس روز دوم بهمن‌ماه ۱۴۰۱ توسط اطلاعات سپاه بازداشت[۴۰][۴۱] به زندان اوین منتقل شد[۴۲][۴۳][۴۴][۴۵][۴۶][۴۷] و با حکم دادگاه انقلاب به چهار سال و نیم زندان محکوم شد.[۴۸] از ۲۸ آبان‌ماه ۱۴۰۲ برای گذراندن دوره محکومیت به زندان اوین رفت.[۴۹][۵۰]
- کیانوش سنجری، خبرنگار آزاد و فعال مدنی، در ۲۲ آبان پس از حضور در شعبهٔ ۱ بازپرسی دادسرای زندان اوین بازداشت و به این زندان منتقل شد.[۵۱]
- وحید شادمان، عکاس خبرنگار، در ۵ آبان در قصر شیرین بازداشت شد.[۵۲]
- میلاد علوی، خبرنگار روزنامه شرق، در روز ۱۱ دی پس از حضور در دادسرای اوین بازداشت شده است.[۵۳]
- مهدی قدیمی، روزنامه‌نگار سابق شرق و اعتماد در فردیس استان البرز، در خانه والدینش در ۱۲ دی توسط نیروهای حکومتی بازداشت شد.[۵۳]
- ماندانا صادقی، روزنامه‌نگار و شاعر[۵۴] خوزستانی و فعال سیاسی، در روز چهارشنبه ۲۷ مهرماه بازداشت شد. رضا محمدی از مدیران پتروشیمی آبادان و همسر این روزنامه‌نگار نیز صبح همان روز با خشونت توسط نیروهای امنیتی بازداشت و به مکانی نامعلوم منتقل شد.[۵۵]
- الهه محمدی، خبرنگار روزنامه هم‌میهن که برای پوشش مراسم خاکسپاری مهسا امینی از سقز گزارش داده بود، روز پنجشنبه ۳۱ شهریور بازداشت شد.[۲۷][۵۶] محمدی پس از احضار تلفنی به سوی محل بازجویی در حال حرکت بود که در طی مسیر بازداشت شد.[۵۷]
- نازیلا معروفیان، خبرنگار و فعال رسانه‌ای، ۸ آبان ماه در تهران بازداشت و به زندان اوین منتقل شد.[۵۸][۵۹] او پس از تهدیدات نیروهای امنیتی به دلیل انتشار مصاحبه با پدر مهسا امینی بازداشت شد.[۶۰]
- یلدا معیری، عکاس خبری در جریان اعتراضات سراسری پس از کشته شدن مهسا امینی، دوشنبه در خیابان حجاب ۲۸ شهریور بازداشت شد. وی در فایلی صوتی هنگام بازداشت شرایط بازداشتی‌ها در زندان قرچک را اینچنین روایت کرد: «شرایط ما اینجا بسیار بد است و امنیت جانی نداریم.»[۶۱][۶۲]
- محسن جعفری راد در جریان سرکوب اعتراضات کرج در ۴ آبان به اتهام حضور، فیلم‌برداری و دعوت به تجمعات غیرقانونی بازداشت و پس از ده روز به قید وثیقه به‌طور موقت آزاد شد. هوشنگ گلمکانی و قوه قضائیه مرگ مشکوک اش در ۱۸ دی را خودکشی اعلام کردند.[۶۳]
- سعید سیف‌علی، مدیرمسئول «وبگاه خبری دیدبان ایران» پس از چند بار احضار به دادسرای اوین در ۱۷ دی ۱۴۰۱ بازداشت شد.[۶۴]
- مادر ویدا (وحیده) ربانی، روزنامه‌نگار بازداشت‌شده در جریان خیزش ۱۴۰۱ ایران، در نامه‌ای به رئیس قوه قضاییه از «قضاوت‌های سلیقه‌ای» و محکوم شدن فرزندش به «۱۱ سال» حبس انتقاد کرد و گفت که «قلبم به درد، و فریادم به آسمان برآمده است.» او گفت که قاضی، دخترش را با استناد به انتشار شعری از یک شاعر افغانستانی - که «بوسه را به نماز، تشبیه کرده» - مصداق «توهین به مقدسات» دانسته و محاکمه کرده است.[۶۵]
- فرزانه یحیی‌آبادی؛ خبرنگاری که در ۲۷ مهر ۱۴۰۱ بازداشت شد.[۵۴]
- سعیده فتحی، روزنامه‌نگار ورزشی است که از سال ۱۳۸۱ در روزنامه‌های ورزشی کار می‌کند. او ۲۴ مهر در بحبوحه خیزش ۱۴۰۱ ایران و بعد از حادثه آتش‌سوزی زندان اوین بازداشت شده بود و بعد از گذشت حدود دو ماه با قید وثیقه آزاد شد.[۶۶][۶۷]
- سجاد صادقی، پژوهشگر روابط بین‌الملل و مجری سابق رادیو گفتگو ۱۲ مهر ۱۴۰۱ حوالی میدان ولیعصر تهران بازداشت شد. [۶۸]

## اسامی بازداشت‌شدگان
| زمان بازداشت | نام          | حرفه         | محل فعالیت  | زمان آزادی  | توضیحات                                                                                          | منبع   |
| ------------ | ------------ | ------------ | ----------- | ----------- | ------------------------------------------------------------------------------------------------ | ------ |
| ۳۰ شهریور    | نیلوفر حامدی | روزنامه‌نگار  | روزنامه شرق |             | در بازداشت موقت                                                                                  |        |
| ۱۲ مهر       | سجاد صادقی   | مجری خبرنگار | صدا و سیما  | پنج ماه بعد | حکم محکومیت به حبس با عفو رهبری تعلیق شد اما پنج سال محرومیت استفاده از شبکه اجتماعی پابرجا ماند | هرانا  |
| ۹ آبان       | مرضیه امیری  | روزنامه‌نگار  | روزنامه شرق |             |                                                                                                  | [ ۷۱ ] |
| ۶ آذر        | مریم وحیدیان | روزنامه‌نگار  | روزنامه شرق |             |                                                                                                  | [ ۷۲ ] |
| ۶ آذر        | نسترن فرخه   | روزنامه‌نگار  | روزنامه شرق | ۱۴ آذر      | آزادی با قید وثیقه                                                                               | [ ۷۳ ] |

## واکنش‌ها
- سازمان گزارشگران بدون مرز در آذر ۱۴۰۱ اعلام کرد که ایران با «بازداشت انتقام‌جویانه روزنامه‌نگاران در جریان اعتراض‌های تکان‌دهنده‌ای که از ماه سپتامبر آغاز شده» به سومین زندان بزرگ روزنامه‌نگاران در جهان بدل شده است.[۷۴]